# Howth
Howth ([həʊθ]; irisch Binn Éadair) ist eine Stadt im County Fingal in der Republik Irland mit 8399 Einwohnern (Stand 2022).

## Geographie
Howth liegt etwas östlich von Dublin, im nördlichen Teil der Halbinsel Howth Head, und ist mit dem nahen Sutton über einen Isthmus verbunden. In der Vergangenheit wurde die Halbinsel Howth gelegentlich durch Sturmfluten und hohe Tiden vom Festland abgetrennt. Früher war Howth ein kleines Fischerdorf, heute ist es eine der Endstationen des vorörtlichen Schienennetzes der DART. 

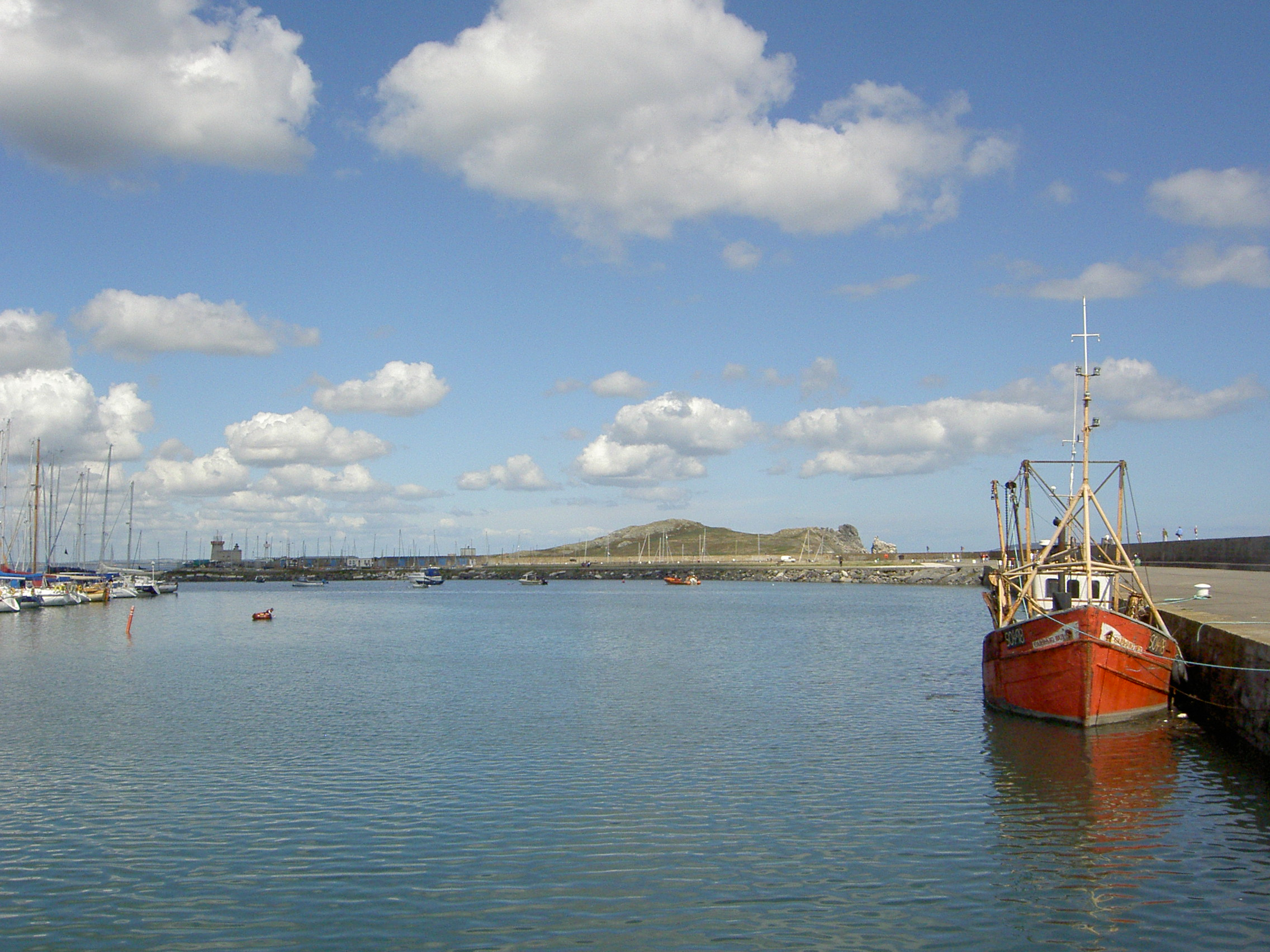
Der Hafen von Howth mit Ireland’s Eye im Hintergrund

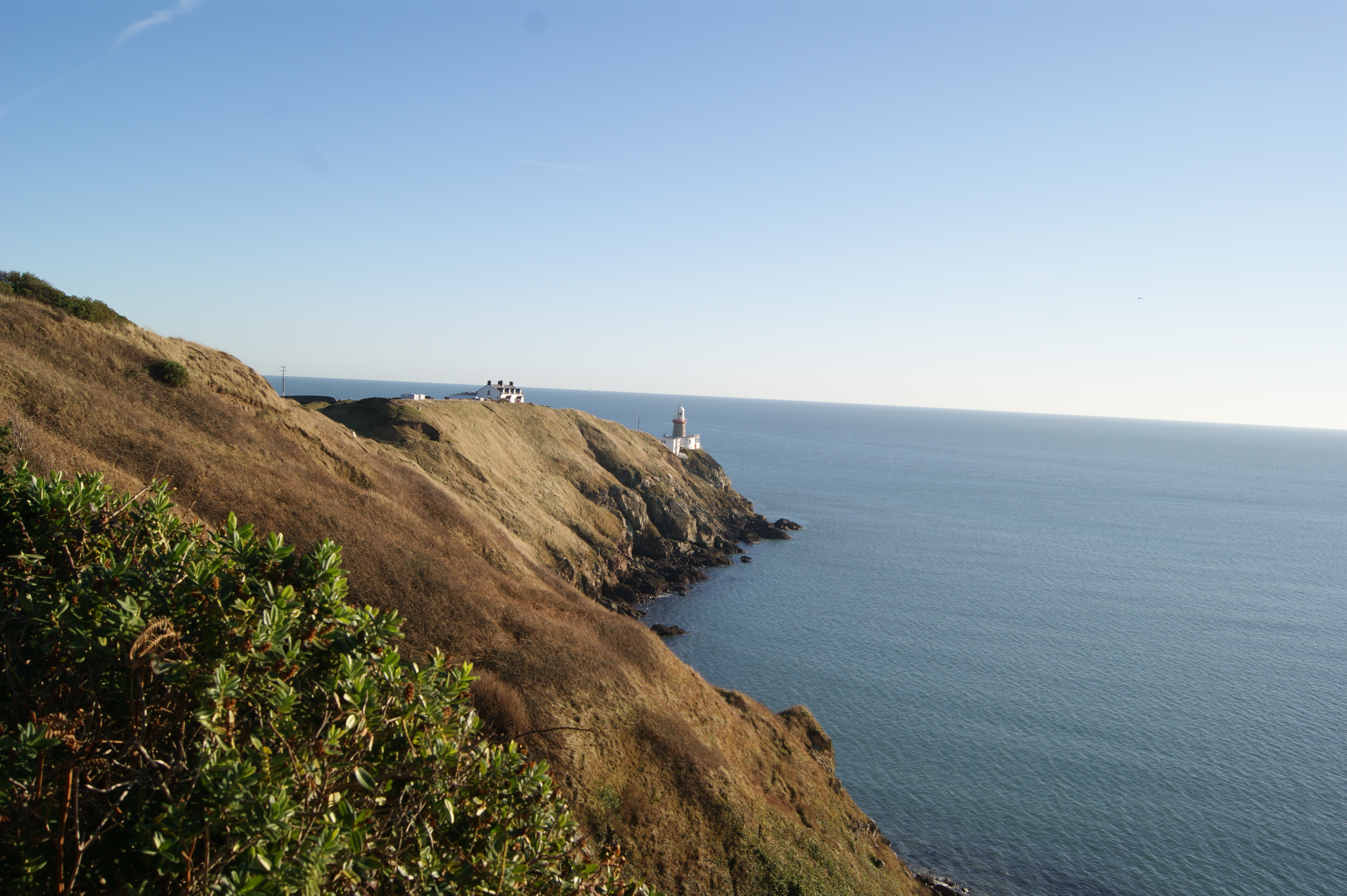
Klippen am Leuchtturm Baily Lighthouse

Nördlich von Howth, nahe der Küste, befindet sich eine kleine Insel namens Ireland’s Eye. Sie ist zurzeit ein designiertes Vogelschutzgebiet, das von Touristenbooten angesteuert wird. Südlich liegt die 5,0 km lange und 800 m breite Insel Bull Island.

## Geschichte
Aideen’s Grave (oder Finn mac Cools Quoit) ist der Name eines vorzeitlichen Portal Tombs auf Howth Head.
Im Ulster-Zyklus der irischen Mythologie ist Howth der Schauplatz der „Schlacht von Étar“ (Cath Étair).
Am 26. Juli 1914 wurden mit der Yacht The Asgard, die sich im Besitz von Robert Erskine Childers befand, für die Irish Volunteers 1500 Gewehre in der Nähe von Howth angelandet. Das Ereignis ging als Howth Gun Running in die Geschichte ein.

## Gegenwart
Howth ist wegen seines Hafens mit zahlreichen Fischlokalen und Fischgeschäften sowie wegen der Klippen mit Wanderwegen ein beliebtes Ausflugsziel der Dubliner und vieler Touristen. Howth ist auch bei Anglern beliebt, da man viele Arten von Fischen an der felsigen Küste fangen kann. Die Möglichkeit, eine große Vielfalt an Vogelarten zu beobachten, zieht auch Vogelfreunde an.

## Persönlichkeiten

### Söhne und Töchter der Stadt
- Stuart Townsend (* 1972), Schauspieler und Filmregisseur
- Sonya McGinn (* 1973), Badmintonspielerin
- Ruairi O’Connor (* 1991), Schauspieler

### Mit dem Ort verbunden
- Barney McKenna (1939–2012), irischer Musiker, der in Howth lebte